# Березівська збагачувальна фабрика
Березівська збагачувальна фабрика — колишнє підприємство гірничорудної промисловості на сході Казахстану.
Березівський рудник почав роботу ще у 18 столітті. У межах його розширення у 1949—1954 роках ввели в дію власну збагачувальну фабрику, товарною продукцією якої були мідний і цинковий концентрати. Згодом фабрика почала також приймати руду з Іртишського рудника, який став єдиним постачальником сировини після закриття на початку 1990-х Березівського рудника.
У радянські часи фабрика належала Іртишському поліметалічному комбінату, а в другій половині 1990-х перейшла під контроль концерну «Казахмис». Останній спершу діяв через «ВостокКазмедь», а потім в якийсь момент фабрика стала складовою частиною Іртишського виробничого комплексу ТОВ «Шығыстүстімет» («Востокцветмет»).
У 2012-му Березівська фабрика переробила 607 тисяч тонн руди.
Наприкінці 2013-го в головному виробничому корпусі обвалився бункер, що пошкодило конструкції будівлі та конвеєри. Відновлення фабрики визнали недоцільним і не пізніше 2015-го продали її залишки компанії «Нурслан», яка бажала переробляти накопичені хвости збагачення задля отримання мідного штейну та шлаку (споживачами останнього могли бути цементні заводи). Втім, виконані на постаченій з Китаю печі пробні плавки викликали сильне невдоволення мешканців селища Верх-Березівський через викиди, що в підсумку призвело до скасування проєкту й демонтажу печі.